# 1499-es busz
Az 1499-es jelzésű autóbuszvonal távolsági autóbuszjárat Békéscsaba és Zalaegerszeg között, melyet a MÁV Személyszállítási Zrt. lát el. Az ország leghosszabb távolsági autóbusz vonala.

## Közlekedése
A járat Békéscsaba és Zalaegerszeg között közlekedik. Menetideje Zalaegerszeg felé 9 óra 55 perc, Békéscsaba felé 10 óra 10 perc, ugyanakkor a kecskeméti, a dunaújvárosi és a siófoki buszpályaudvarokon a várakozási idő 15 és 35 perc között van. Útvonalának hossza 443,8 kilométer, ezzel a MÁV Személyszállítási Zrt. leghosszabb utat megtevő autóbusz-viszonylata. Naponta egy járatpár szállítja az utasokat. Egyike azon kevés, Dunaújvárost érintő távolsági autóbuszjáratnak, melyek Dunaújvárosban az autóbusz-pályaudvarra is betérnek.

## Megállóhelyei
| 0  | Békéscsaba, autóbusz-állomás végállomás              | 73 | 1, 3, 5, 7, 7F, 8, 8A, 8MJ, 8V, 17V, 20, 74A, 74B 1085, 1346, 1374, 1440, 1441, 1486 4800, 4801, 4805, 4810, 4812, 4813, 4815, 4816, 4819, 4820, 4821, 4824, 4825, 4826, 4827, 4828, 4829, 4830, 4831, 4832, 4833, 4835, 4838, 4839, 4840, 4844, 4850, 4855, 4885, 4894, 5021, 5128, 5160, 5189, 5208 személyvonat, sebesvonat, nemzetközi gyorsvonat, IC, nemzetközi IC |
| 1  | Békéscsaba, VOLÁN-telep                              | 72 | 1, 8, 8MJ, 74B 1085, 1374, 1441, 1486 4838, 4839, 4840, 4850, 4855, 5160, 5208 |
| 2  | Telekgerendás, bejárati út                           | 71 | 1374, 1441, 1486 4838, 4840, 5160 |
| 3  | Csorvás, autóbusz-váróterem                          | 70 | 1374, 1441, 1486 4838, 4840, 4938, 4940, 5160 |
| 4  | Orosháza (Monor), központ                            | 69 | 1374, 1441 4840, 4938, 5160 |
| 5  | Orosháza, autóbusz-állomás                           | 68 | 2, 2A, 4, 4A, 6, 7, 7A 1087, 1092, 1374, 1441, 1486 4835, 4840, 4930, 4935, 4938, 4945, 4949, 4950, 4953, 4960, 4965, 4966, 4980, 4990, 5126, 5128, 5132, 5160, 5165 személyvonat |
| 6  | Orosháza, Tűzoltóság                                 | 67 | 2, 2A, 4, 4A, 6, 7 1092 4965, 5128, 5132 |
| 7  | Orosháza, Gyopárosfürdő elágazás                     | 66 | 4, 4A, 6 4965, 5128, 5132 |
| 8  | Orosháza, Rákóczitelep gyógyszertár                  | 65 | 6 1092 4965, 5128, 5132 |
| 9  | Nagymágocs, sportpálya                               | 64 | 1092 4965, 5128, 5129, 5132 |
| 10 | Nagymágocs, Károlyi kastély                          | 63 | 1092 5128, 5129, 5132, 5143 |
| 11 | Derekegyház, autóbusz-váróterem                      | 62 | 1092 5128, 5130, 5132 |
| 12 | Szentes, autóbusz-állomás                            | 61 | 1, 3, 3A 1090, 1092, 1094, 1375, 1515, 1516, 1518, 1577 5004, 5007, 5010, 5011, 5105, 5109, 5110, 5120, 5121, 5122, 5123, 5125, 5126, 5127, 5128, 5129, 5130, 5132, 5140, 5143, 5150, 5255 |
| 13 | Szentes, Kiss Zsigmond utca                          | 60 | 1090, 1092, 1094, 1518 5004, 5010, 5011, 5105, 5109, 5110, 5123, 5140, 5255 |
| 14 | Csongrád, autóbusz-állomás                           | 59 | 1, 1A, 3 1090, 1092, 1094, 1517, 1518, 1577 5001, 5004, 5010, 5011, 5100, 5105, 5107, 5109, 5110, 5111, 5112, 5123, 5140, 5255 |
| 15 | Gátér, községháza                                    | 58 | 1090, 1092, 1577 5123, 5255, 5259 |
| 16 | Kiskunfélegyháza, autóbusz-állomás                   | 57 | 1090, 1092, 1517, 1577 5075, 5076, 5123, 5213, 5215, 5216, 5217, 5251, 5252, 5253, 5255, 5256, 5257, 5258, 5259, 5260, 5261, 5263, 5265, 5266, 5267, 5268, 5270, 5271 |
| ∫  | Kiskunfélegyháza, Petőfi lakótelep                   | 56 | 1090, 1092 5075, 5213, 5215, 5216, 5255, 5258 |
| 17 | Kecskemét, autóbusz-állomás                          | 55 | 1, 2D, 2S, 7, 7C, 12D, 15, 19, 21, 21D, 22, 25, 32 1080, 1081, 1085, 1087, 1090, 1092, 1348, 1362, 1376, 1524, 1528, 1529, 1547, 1566 550, 551, 553, 555, 4777, 5075, 5076, 5202, 5203, 5205, 5206, 5207, 5208, 5209, 5210, 5211, 5212, 5213, 5214, 5215, 5216, 5217, 5218, 5219, 5220, 5221, 5222, 5223, 5224, 5225, 5226, 5227, 5228, 5229, 5230, 5231, 5232, 5233, 5234, 5235, 5236, 5237, 5238, 5239, 5240, 5241, 5242, 5243, 5244, 5245, 5250, 5255, 5258, 5279, 5354, 5359, 5387, 5502 S210 S220 sebesvonat, gyorsvonat, InterRégió, IC, expresszvonat |
| ∫  | Kecskemét, Mária körút                               | 54 | 14D, 21, 22, 350 1528, 1529, 1547 5075, 5076, 5207, 5213, 5214, 5215, 5216, 5217, 5255, 5502 |
| 18 | Kecskemét, Katona József Gimnázium                   | ∫  | 1, 11, 11A, 15, 19, 22, 169 1528, 1529, 1547 555, 5207, 5223, 5224, 5225, 5226, 5227, 5229, 5230, 5231, 5232, 5233, 5234, 5235, 5237, 5238, 5239, 5243, 5244, 5354, 5359, 5502 |
| 19 | Kecskemét, Egyetem (GAMF)                            | 53 | 1, 5, 11, 11A, 15, 19, 22 1528, 1529, 1547, 1566 555, 5207, 5224, 5225, 5226, 5227, 5229, 5230, 5231, 5232, 5233, 5234, 5235, 5237, 5238, 5239, 5243, 5244, 5354, 5359, 5502 |
| 20 | Fülöpháza, bejárati út                               | 52 | 1528, 1529 5227, 5229, 5230, 5231, 5239, 5359, 5387 |
| 21 | Fülöpszállás, községháza                             | 51 | 1115, 1528, 1529, 1547 650, 5227, 5229, 5234, 5239, 5243, 5298, 5342, 5359, 5381, 5502 |
| ∫  | Solt, Hartai útelágazás                              | 50 | 1528, 1529 5227, 5234, 5243, 5359, 5386, 5502 |
| 22 | Solt, Nagymajori elágazás                            | 49 | 1507, 1510, 1512, 1513, 1528, 1529 5227, 5234, 5311, 5350, 5359, 5386, 5502, 8205, 8206, 8207 |
| 23 | Solt, Aranykulcs tér                                 | 48 | 1110, 1111, 1113, 1507, 1510, 1512, 1513, 1528, 1529, 1547 5058, 5227, 5231, 5234, 5311, 5350, 5359, 5364, 5365, 5381, 5382, 5502, 8202, 8203, 8205, 8206, 8207 |
| 24 | Dunaújváros, autóbusz-állomás                        | 47 | 2, 8, 5, 13, 14, 18, 25, 27, 29, 33, 35, 40, 44 1120, 1125, 1547, 1803, 1823, 1824, 1826, 1841 5227, 5392, 8033, 8034, 8200, 8201, 8202, 8203, 8205, 8206, 8207, 8211, 8216, 8217, 8219, 8220, 8221, 8226, 8227, 8228, 8229, 8230, 8236, 8238, 8240, 8244 |
| 25 | Dunaújváros, Dózsa mozi                              | 46 | 2, 3, 5, 8, 13, 18, 25, 29, 33, 35, 40 1120, 1121, 1125, 1131, 1134, 1507, 1510, 1512, 1513, 1528, 1529, 1803, 1823, 1824, 1826, 1841 5227, 8033, 8034, 8228, 8229, 8236, 8238, 8240 |
| 26 | Siófok, autóbusz-állomás                             | 45 | 1, 2, 2A, 3, 4, 5, 6, 7, 8, 14, 14A, 18, 24, N2, N5 1172, 1174, 1177, 1302, 1402, 1506, 1512, 1528, 1563, 1564, 1592, 1593, 1708, 1740, 1742, 1804, 1842 5358, 5439, 5458, 5578, 5608, 5626, 5906, 5916, 5917, 6008, 6010, 6011, 6015, 6016, 6018, 6030, 6035, 6038, 6040, 6041, 6042, 6043, 6051, 6053, 6101, 7324, 7325, 8228, 8274, 8325, 8326 S30, személyvonat, sebesvonat, InterRégió, Déli<-parti InterRégió, Déli->parti InterRégió, Esti Csók InterRégió, Vitorlás InterRégió, Panoráma expresszvonat, Jégmadár expresszvonat, Aranypart expresszvonat, Ezüstpart expresszvonat, Aranyhíd expresszvonat, Napfürdő expresszvonat, Balaton InterCity, Tópart InterCity, Agram-Tópart nemzetközi InterCity, Adria nemzetközi InterCity |
| 27 | Zamárdi, vasúti megállóhely                          | 44 | 1174, 1177, 1402, 1506, 1528, 1592, 1593, 1708, 1742, 1842 5906, 5916, 6016, 6030, 6035, 6038, 6040, 6041, 6042, 6043, 6051, 6053, 6101 személyvonat, InterRégió, Déli<-parti InterRégió, Déli->parti InterRégió, Vitorlás InterRégió, Jégmadár expresszvonat, Aranypart expresszvonat, Ezüstpart expresszvonat, Aranyhíd expresszvonat, Napfürdő expresszvonat, Balaton InterCity, Tópart InterCity, Agram-Tópart nemzetközi InterCity |
| 28 | Zamárdi, Csap utca                                   | 43 | 1402, 1506, 1528, 1592, 1742, 1842 5906, 5916, 6030, 6035, 6038, 6040, 6041, 6042, 6043, 6051 |
| 29 | Balatonföldvár, szántódi elágazás                    | 42 | 1174, 1177, 1402, 1506, 1528, 1592, 1593, 1742, 1842 5906, 5916, 6030, 6035, 6038, 6040, 6041, 6042, 6043, 6051, 6101 |
| 30 | Balatonföldvár, Mátyás király utca                   | 41 | 1174, 1402, 1506, 1528, 1592, 1593, 1742, 1842 5906, 5916, 6030, 6035, 6038, 6040, 6041, 6042, 6043, 6051 |
| 31 | Balatonföldvár, központi autóbusz-váróterem          | 40 | 1174, 1177, 1402, 1506, 1528, 1592, 1593, 1742, 1842 5906, 5916, 6030, 6035, 6038, 6040, 6041, 6042, 6043, 6051, 6072, 6101 |
| 32 | Balatonföldvár, Szépkilátó                           | 39 | 1402, 1506, 1528, 1592, 1742, 1842 5906, 6038, 6040, 6041, 6042, 6043, 6051 |
| 33 | Balatonszárszó, József Attila üdülő                  | 38 | 1402, 1506, 1528, 1592, 1742, 1842 5906, 6038, 6040, 6041, 6042, 6043, 6051 |
| 34 | Balatonszárszó, Béketelep                            | 37 | 1402, 1506, 1528, 1592, 1742, 1842 5906, 6038, 6040, 6041, 6042, 6043, 6051 |
| 35 | Balatonszárszó, községháza                           | 36 | 1177, 1402, 1506, 1528, 1592, 1742, 1842 5906, 6038, 6040, 6041, 6042, 6043, 6051, 6101 |
| 36 | Balatonszárszó, horgásztó                            | 35 | 1402, 1506, 1528, 1592, 1742, 1842 5906, 6040, 6041, 6042, 6043 |
| 37 | Balatonőszöd, 7. sz. út                              | 34 | 1177, 1402, 1506, 1528, 1592, 1742, 1842 5906, 6040, 6041, 6042, 6043, 6101 |
| 38 | Balatonszemes, községháza                            | 33 | 1177, 1402, 1506, 1528, 1592, 1742, 1842 5906, 6040, 6041, 6042, 6043, 6101 |
| 39 | Balatonszemes, Németh Pál utca                       | 32 | 1402, 1506, 1528, 1592, 1742, 1842 5906, 6040, 6041, 6042, 6043 |
| 40 | Balatonszemes, alsó                                  | 31 | 1402, 1506, 1528, 1592, 1742, 1842 5906, 6040, 6041, 6042, 6043 |
| 41 | Balatonlelle, rádpusztai elágazás                    | 30 | 1402, 1506, 1528, 1592, 1742, 1842 5906, 6040, 6041, 6042, 6043 |
| 42 | Balatonlelle, felső                                  | 29 | 1402, 1506, 1528, 1592, 1742, 1842 5906, 6040, 6041, 6042, 6043 |
| 43 | Balatonlelle, Becsali köz                            | 28 | 1402, 1506, 1528, 1592, 1742, 1842 5906, 6040, 6041, 6042, 6043, 6101 személyvonat, sebesvonat, InterRégió, Déli<-parti InterRégió, Déli->parti InterRégió, Napfürdő expresszvonat, Ezüstpart expresszvonat |
| 44 | Balatonlelle, vasúti megállóhely                     | 27 | 1177, 1402, 1506, 1528, 1578, 1579, 1592, 1665, 1673, 1742, 1842 5905, 5906, 6040, 6041, 6042, 6043, 6071, 6101, 6195 személyvonat, sebesvonat, InterRégió, Déli<-parti InterRégió, Déli->parti InterRégió, Esti Csók InterRégió, Vitorlás InterRégió, Jégmadár expresszvonat, Aranypart expresszvonat, Ezüstpart expresszvonat, Aranyhíd expresszvonat, Napfürdő expresszvonat, Balaton InterCity, Tópart InterCity, Agram-Tópart nemzetközi InterCity |
| 45 | Balatonlelle, Vágóhíd utca                           | 26 | 1402, 1506, 1528, 1578, 1579, 1665, 1842 5905, 6040, 6042, 6043, 6071, 6195 |
| 46 | Balatonlelle, benzinkút                              | 25 | 1402, 1506, 1528, 1578, 1579, 1665, 1842 5905, 6040, 6042, 6043, 6071, 6195 |
| 47 | Balatonboglár, orvosi rendelő                        | 24 | 1402, 1506, 1528, 1578, 1579, 1665, 1673, 1842 5905, 6040, 6042, 6043, 6071, 6195 |
| 48 | Balatonboglár, Platán sor                            | 23 | 1402, 1506, 1528, 1578, 1579, 1665, 1842 5905, 6040, 6042, 6043, 6071, 6195 |
| 49 | Balatonboglár, vasútállomás                          | 22 | 1402, 1506, 1528, 1578, 1579, 1665, 1673, 1842 5905, 5988, 6040, 6042, 6043, 6071, 6175, 6176, 6195 személyvonat, sebesvonat, InterRégió, Déli<-parti InterRégió, Déli->parti InterRégió, Esti Csók InterRégió, Vitorlás InterRégió, Jégmadár expresszvonat, Aranypart expresszvonat, Ezüstpart expresszvonat, Aranyhíd expresszvonat, Napfürdő expresszvonat, Balaton InterCity, Tópart InterCity, Agram-Tópart nemzetközi InterCity |
| 50 | Balatonboglár, Jankovich üdülőtelep                  | 21 | 1402, 1506, 1528, 1578, 1579, 1665, 1842 5905, 5988, 6040, 6042, 6043, 6071, 6195 |
| 51 | Balatonboglár, Ordacsehi elágazás                    | 20 | 1402, 1506, 1528, 1578, 1579, 1665, 1842 5905, 5988, 6040, 6042, 6043, 6071, 6195 |
| 52 | Fonyód (Fonyódliget), vasúti megállóhely bejárati út | 19 | 1402, 1506, 1528, 1578, 1579, 1665, 1673, 1842 5905, 5988, 6040, 6042, 6043, 6071, 6195 személyvonat, sebesvonat, InterRégió, Déli<-parti InterRégió, Déli->parti InterRégió, Vitorlás InterRégió, Jégmadár expresszvonat, Aranypart expresszvonat, Ezüstpart expresszvonat, Napfürdő expresszvonat |
| 53 | Fonyód (Fonyódliget), Árpád utca                     | 18 | 1402, 1506, 1528, 1578, 1579, 1665, 1842 5905, 5988, 6040, 6042, 6043, 6071, 6195 |
| 54 | Fonyód (Fonyódliget), alsó                           | 17 | 1402, 1506, 1528, 1578, 1579, 1665, 1842 5905, 5988, 6040, 6042, 6043, 6071, 6195 |
| 55 | Fonyód, vasútállomás                                 | 16 | 1, 2 1402, 1506, 1528, 1578, 1579, 1665, 1673, 1723, 1842 5905, 5987, 5988, 6040, 6042, 6043, 6071, 6195, 6196 személyvonat, sebesvonat, InterRégió, Déli<-parti InterRégió, Déli->parti InterRégió, Helikon InterRégió, Esti Csók InterRégió, Vitorlás InterRégió, Jégmadár expresszvonat, Aranypart expresszvonat, Ezüstpart expresszvonat, Aranyhíd expresszvonat, Napfürdő expresszvonat, Fenyves expresszvonat, Balaton InterCity, Tópart InterCity, Agram-Tópart nemzetközi InterCity, Adria nemzetközi InterCity |
| 56 | Fonyód (Bélatelep), forduló                          | 15 | 1 1402, 1506, 1578, 1579, 1665, 1723 5905, 6042, 6043 |
| 57 | Fonyód (Alsóbélatelep), vasúti megállóhely           | 14 | 1 1402, 1506, 1578, 1579, 1665, 1673, 1723 5905, 6042, 6043 személyvonat, sebesvonat, Déli<-parti InterRégió, Déli->parti InterRégió, Helikon InterRégió, Napfürdő expresszvonat, Fenyves expresszvonat |
| 58 | Balatonfenyves, Tömörkény utca                       | 13 | 1402, 1506, 1578, 1579, 1665, 1723 5905, 6042, 6043 |
| 59 | Balatonfenyves, felső                                | 12 | 1402, 1506, 1578, 1579, 1665, 1673, 1723 5905, 6042, 6043 |
| 60 | Balatonfenyves, vasútállomás                         | 11 | 1402, 1506, 1578, 1579, 1665, 1673, 1723 5905, 6042, 6043 személyvonat, sebesvonat, Déli<-parti InterRégió, Déli->parti InterRégió, Helikon InterRégió, Napfürdő expresszvonat, Fenyves expresszvonat, Balaton InterCity, Tópart InterCity, Agram-Tópart nemzetközi InterCity, Balatonfenyvesi Gazdasági Vasút |
| 61 | Balatonkeresztúr, templom                            | 10 | 1194, 1402, 1506, 1569 |
| 62 | Balatonszentgyörgy, Berzsenyi utca 57.               | 9  | 1187 1193, 1194, 1402, 1506, 1569, 1578 6043, 6103, 6162, 6166, 6192, 6193 |
| 63 | Keszthely, Egyetem, kollégium                        | 8  | 3 1194, 1402, 1506, 1569, 1579, 1665, 1673, 1723, 1736 5974, 5976, 6103, 6162, 6192, 6373 |
| 64 | Keszthely, autóbusz-állomás                          | 7  | 1, 2, 3, 5, 70, C5 1193, 1194, 1212, 1402, 1506, 1569, 1578, 1579, 1625, 1631, 1636, 1658, 1665, 1666, 1673, 1714, 1723, 1724, 1725, 1732, 1735, 1736, 1794, 1806, 1808, 1846 5974, 5976, 6103, 6162, 6192, 6216, 6218, 6230, 6231, 6237, 6306, 6307, 6308, 6310, 6316, 6350, 6355, 6360, 6361, 6363, 6364, 6370, 6373, 6375, 6384, 6386, 6387, 6391, 6395, 6396, 6398, 6415, 7357, 7721, 7722 személyvonat, sebesvonat, Helikon InterRégió, Lesence expresszvonat, Tanúhegy expresszvonat, Fenyves expresszvonat, Balaton InterCity |
| ∫  | Keszthely, Bercsényi utca                            | 6  | 70, C5 1194, 1402, 1506, 1569, 1625, 1631, 1636, 1658, 1665, 1666, 1673, 1714, 1724, 1725, 1735, 1736, 1794, 1806, 1808, 1846 5976, 6103, 6162, 6216, 6218, 6230, 6231, 6237, 6306, 6307, 6310, 6316, 6355, 6360, 6361, 6363, 6364, 6370, 6375, 6384, 6386, 6387, 6391, 6395, 6396, 6398, 6415, 7721, 7722 |
| ∫  | Keszthely, Egry József utca                          | 5  | 1194, 1402, 1506, 1666, 1735, 1794 6218, 6230, 6231, 6237, 6307, 6308, 6310, 6316, 6370, 6375, 6396, 6415 |
| 65 | Hévíz, autóbusz-állomás                              | 4  | 1188, 1193, 1194, 1212, 1402, 1506, 1569, 1625, 1636, 1658, 1665, 1666, 1673, 1714, 1724, 1725, 1736, 1794, 1806, 1808, 1846 5976, 6103, 6162, 6216, 6218, 6230, 6231, 6237, 6306, 6310, 6316, 6350, 6355, 6360, 6361, 6363, 6364, 6370, 6372, 6375, 6383, 6384, 6386, 6387, 6390, 6391, 6395, 6396, 6398, 6415, 7721, 7722 |
| 66 | Hévíz, Széchenyi utca (víztorony)                    | 3  | 6216, 6230, 6231, 6306, 6361, 6372, 6375, 6383, 6384, 6386 |
| 67 | Zalacsány, templom                                   | 2  | 1185, 1188, 1194, 1625, 1658, 1665, 1806, 1808 6162, 6216, 6217, 6306, 6307, 6375 |
| 68 | Nagykapornak, autóbusz-váróterem                     | 1  | 1185, 1188, 1625, 1658, 1665, 1806, 1808 6162, 6214, 6216, 6217, 6220, 6222, 6231 |
| 69 | Zalaegerszeg, autóbusz-állomás végállomás            | 0  | 1, 2E, 4, 5, 6, 7, 9, 14, 19A, 21, 25, 27 1185, 1188, 1503, 1562, 1620, 1622, 1625, 1639, 1641, 1642, 1658, 1665, 1667, 1668, 1670, 1726, 1806, 1808 6162, 6200, 6201, 6205, 6210, 6211, 6213, 6214, 6215, 6216, 6217, 6218, 6219, 6220, 6221, 6222, 6226, 6230, 6231, 6235, 6237, 6238, 6239, 6240, 6241, 6242, 6243, 6245, 6246, 6247, 6248, 6250, 6255, 6258, 6262, 6268, 6275, 6277, 6278, 6287, 6292, 6458, 6898, 7398 |